# عاشق دشمنت باش
عاشق دشمنت باش (انگلیسی: Love Your Enemy؛‏ کره‌ای: 사랑은 외나무다리에서) یک مجموعه تلویزیونی محصول کره جنوبی به نویسندگی لیم هه جین، به کارگردانی پارک جون هوا و با بازی جو جی هون، جونگ یو می است. این مجموعه از ۲۳ نوامبر ۲۰۲۴، روزهای شنبه و یکشنبه ساعت ۲۱:۲۰ (کی‌اس‌تی) از تی‌وی‌ان پخش شد. این مجموعه همچنین برای استریم در ویکی در مناطق منتخب قابل دسترسی خواهد بود.

## بازیگران

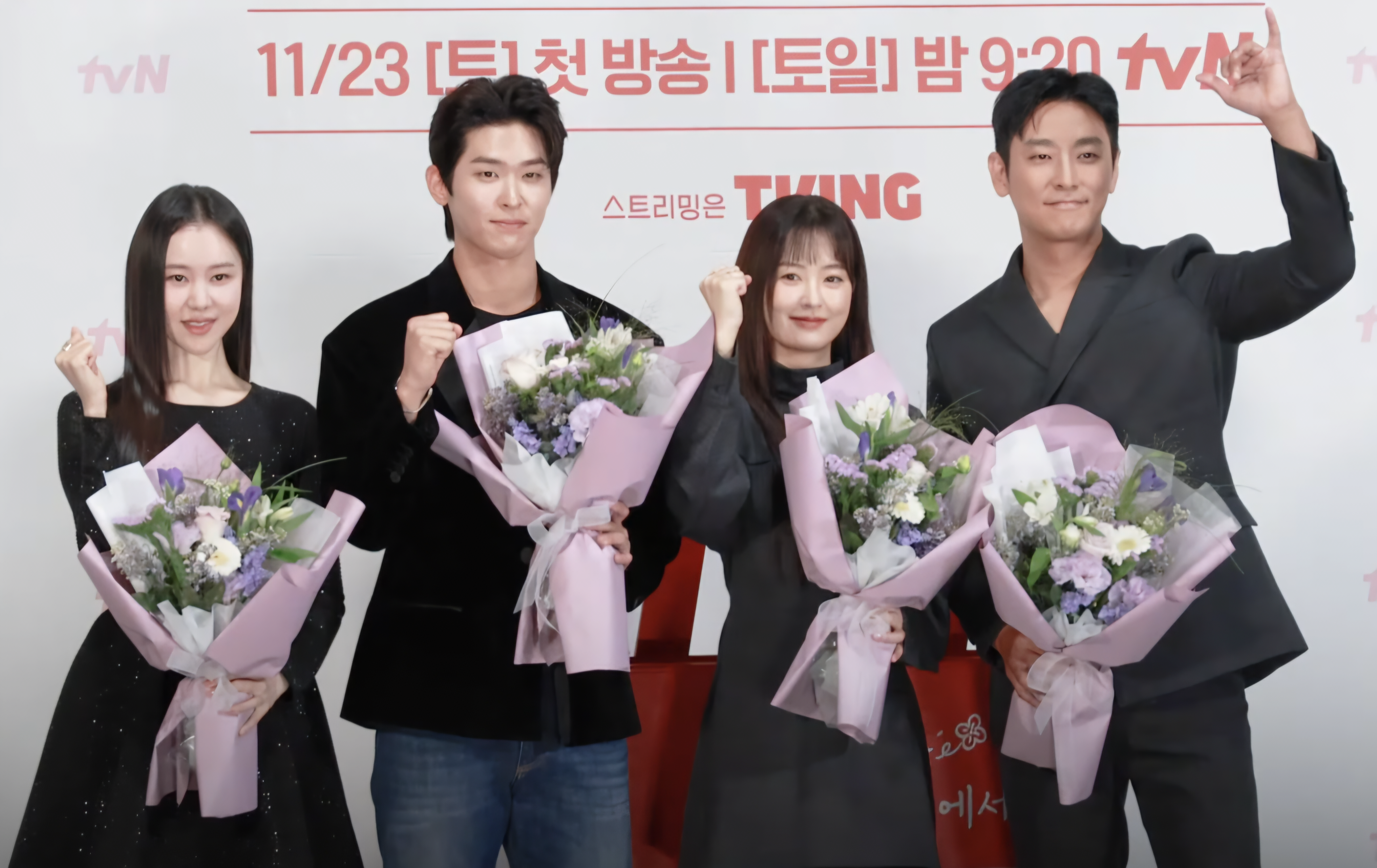
بازیگران اصلی عاشق دشمنت باش در کنفرانس مطبوعاتی در نوامبر ۲۰۲۴

### اصلی
- جو جی هون در نقش سوک جی وون[۱]
- جونگ یو می در نقش یون جی وون[۱]
  - اوه یه جو در نقش جوانی یون جی وون[۲]
- لی شی وو در نقش گونگ مون سو[۳]